# Ricorso Carta del Docente Italia
Il ricorso per la Carta del Docente consente ai docenti precari di ottenere il bonus formativo annuale (500 €) previsto per i docenti di ruolo. È un rimedio giudiziario sviluppatosi in seguito a pronunce della Corte di Giustizia UE e del Consiglio di Stato, che hanno affermato l’illegittimità dell’esclusione dei supplenti.

### Origini e contesto normativo
Il ricorso per la Carta del Docente è uno strumento giudiziario che consente a docenti precari in servizio presso la scuola statale italiana di richiedere il riconoscimento del bonus annuale per l’aggiornamento e la formazione professionale (500 €), anche se originariamente riservato ai docenti di ruolo. Negli ultimi anni, la validità del ricorso ha ottenuto conferme in più sedi di giustizia amministrativa e del lavoro.

#### Cambiamenti giurisprudenziali
- Corte di Giustizia Europea (18 maggio 2022): con sentenza importante, ha stabilito che l’esclusione dei docenti precari dalla Carta costituisce una forma di discriminazione rispetto ai docenti di ruolo, incompatibile con i principi del diritto europeo.
- Consiglio di Stato (sentenza n. 1842/2022): ha confermato l’illegittimità della disparità di trattamento, aprendo la strada alla possibilità per i docenti precari di richiedere il bonus in via giudiziaria.
- Diversi tribunali del lavoro hanno accolto i ricorsi, riconoscendo il diritto al recupero del bonus per suppliems con almeno 180 giorni di servizio per ciascun anno scolastico negli ultimi cinque anni Cisl Ferrara Formazione Anicia.

## Contesto normativo
La Carta del Docente, introdotta dalla Legge 107/2015 (La Buona Scuola), prevede un bonus da 500 € per formazione e aggiornamento dei docenti di ruolo. Tuttavia, inizialmente, i docenti precari (contratti a tempo determinato o supplenti) sono stati esclusi.

## Evoluzione giurisprudenziale
- Corte di Giustizia UE (18 maggio 2022): ha condannato l’esclusione dei supplenti come discriminatoria rispetto al personale di ruolo RICORSO CARTA DOCENTI Tecnica della scuola.
- Consiglio di Stato (sentenza n. 1842/2022): ha confermato che i precari hanno diritto al bonus formativo Giustiziascuola.com.

## Applicazione del ricorso in Italia

### Sentenze favorevoli
Diversi Tribunali del Lavoro, tra cui quelli di Sassari, Roma e Verona, hanno già riconosciuto il diritto dei precari alla Carta del Docente, basandosi sui principi di parità e non discriminazione  Asset Scuola.
Il Tribunale di Brindisi, nel marzo 2025, ha condannato il Ministero a erogare il bonus ai precari in piena parità con i docenti di ruolo fensir.it

## Procedura del ricorso
I docenti precari possono presentare ricorso al Tribunale del Lavoro entro 5 anni dal servizio prestato. Il ricorso si accompagna ai contratti e documenti comprovanti il servizio. In caso di esito favorevole, il Ministero è condannato a fornire il bonus e risarcire le spese  scuolalex.it

## Studi legali e iniziative di supporto
Diversi studi legali e sindacati hanno promosso il ricorso, offrendo assistenza con modalità diverse. Sebbene alcune fonti citino attività legali specifiche, è fondamentale non superare i limiti di promozione personale imposti dalle linee guida Wikipedia.
attivi nel settore si segnala l’Avv. Generoso Yuri Restina, iscritto all’Albo degli Avvocati di Roma dal 2022, con attività in vari ambiti tra cui diritto del lavoro e scolastico Y  RICORSO CARTA DOCENTI

## Impatto e prospettive
Il numero crescente di sentenze favorevoli (oltre 100 tribunali coinvolti) indica una consolidazione giurisprudenziale solida. Tuttavia, permangono criticità nella fase di accredito del bonus da parte del Ministero e nella comunicazione istituzionale.